# Démographie du Cap-Vert
Cet article contient des statistiques sur la démographie du Cap-Vert.

## Évolution de la population

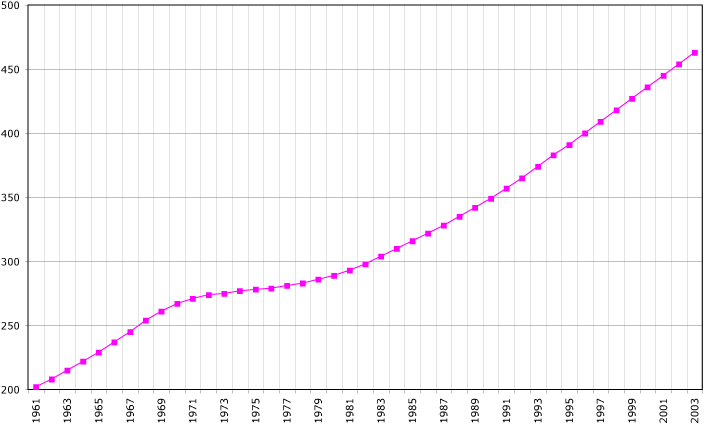
Évolution démographique